# Стадион Стремвален
Стадион Стремвален (швед. Strömvallen) је вишенаменски стадион у Јевлеу у Шведској. Био је дом је фудбалског тима ФК Јевле до маја 2015. године када се тим преселио на нови стадион Јавлевален. Такође се користи за атлетске догађаје и друге спортове и окупљања.

## Историја
Године 1892. први пут је поднет предлог да се у граду Јевле изгради спортски терен, али је тек у септембру 1900. године градско веће одлучило да закупи такозвану Матонску вретарну на јужној страни Јавлеона, усред Стадстрадгардена. Године 1903. Стромдаленов спортски терен је био спреман, са фудбалским тереном, атлетским стазама и клупама за 400 гледалаца.
У наредних десет година, спортски терен је проширен трибинама, даскама, бољим стазама за трчање и свлачионицама (са модерним тушевима), а 1915. године организован је Шведско атлетско првенство пред 5.000 гледалаца. „Стромдален” се тада сматрао најважнијим спортским местом у Шведској после стадиона у Стокхолму.
Под вођством спортисте и велетрговца Исака Вестергрена, 1920–1923. године извршена је потпуна реконструкција Стромдалена у модеран објекат који је пројектовао архитекта Ерик Вестергрен. Расписан је конкурс за име и на инаугурацији 3. јула 1923. објављено је ново име, „Стромвален”.
Током 1940-их, неколико градских ватрогасних друштава се такмичило за Гефле у трчању, укључујући Оле Аберга, Ингвара Бенгтсона, Госта „Сагмира” Бергквиста, Хенрија Ериксона и не само Гундера Хега. Атлетски догађај са Гундером Хегом од 29. јула 1942. године још увек држи рекорд посете, укупно 9.333 гледалаца. На овом такмичењу су Оле, Ингвар, Сагмир и Хенри поставила први (али не и последњи) светски рекорд у Стромвалену 1949, 15.30.2 на удаљености 4 х 1500 метара.
Зимски спортови у као што су клизање и бенди практиковани су у Стромвалену током година у периоду од 1920. до 1959. године, између осталог, овде је одиграно финале СК у бендију 1939. године када је ИК Хуге победио ФК Насјо. Средином 1960-их трибине су проширене, између осталог коришћеним материјалом са леденог стадиона Гавле, који је потом демонтиран у корист Гавлеринкена, који је завршен 1967. године. Током 1970-их и 1980-их, неколико година, Свешведски фудбал се играо у Стремвалену са ФК Бринас и касније ФК Гефле. Када је Гавлестадион завршен 1984. године, стазе за трчање су уклоњене и Стромвален је постао чиста фудбалска арена.
На ФИФА Светском првенству за жене 1995. године, утакмица за треће место је одиграна на овом стадиону, а женска репрезентација САД је победила женску репрезентацију Кине са резултатом 2 : 0.